# ألبرت دافي
ألبرت دافي (بالإنجليزية: Albert Davy)‏ هو سياسي نيوزلندي، ولد في 17 أغسطس 1886، وتوفي في 13 يونيو 1959. حزبياً، نشط في Reform Party (New Zealand) ‏.